# قلندرآباد بالا
قلندرآباد بالا، روستایی است از توابع بخش مرکزی شهرستان گنبد کاووس در استان گلستان ایران.

## جمعیت
این روستا در دهستان سلطانعلی قرار داشته و براساس سرشماری سال ۱۳۸۵جمعیت آن ۹۹۲نفر (۱۹۷خانوار) بوده است.